# Bertin Mwamba
Bertin Mwamba, né le 25 septembre 1932, est un homme politique congolais qui a été le troisième président de la Chambre des députés (Assemblée nationale) de la République démocratique du Congo.

## Biographie
Bertin Mwamba est né le 25 septembre 1932 à Songa, au congo belge, dans une famille luba. Il a suivi trois années d'enseignement secondaire à l'Ecole des Moniteurs. Il travaille comme enseignant de 1953 à 1957, date à laquelle il devient expert-comptable, poste qu'il occupe jusqu'en 1960.
Mwamba a participé à la partie économique de la conférence de la table ronde belgo-congolaise qui s'est tenue à Bruxelles d'avril à mai 1960. Il est membre du parti de la Confédération des associations tribales du Katanga (CONAKAT) et dirige sa section à Kamina. En prévision des élections générales de mai 1960 au Congo, Mwamba dirige la campagne du parti dans la ville.
Ne disposant pas de beaucoup de ressources pour organiser la campagne locale, il a lancé un appel à l'électorat local en affirmant que le CONAKAT servirait de rempart contre la domination de la région voisine du Kasaï.

## Carrière politique
Mwamba a été élu à la Chambre des députés lors des élections, représentant la circonscription du Haut-Lomami dans la province du Katanga. Bien que membre de la CONAKAT, il avait des divergences politiques avec le chef du parti, Moïse Tshombe. Ainsi, même si le Katanga avait fait sécession sous la direction de Tshombe, Mwamba retourna à son siège au Parlement en août 1961.
En mars 1962, il se présente comme candidat de l'opposition parlementaire à la présidence de la Chambre. Il perd le vote de la Chambre par 51 voix contre 59.
En novembre, il a réussi à obtenir le poste et l'a occupé jusqu'en mars 1963. En avril, après la fin de la sécession katangaise, le Premier ministre Cyrille Adoula a remanié son gouvernement et nommé Mwamba vice-ministre des Affaires étrangères. Il fut réélu à la Chambre en 1965.
En novembre de la même année, Joseph-Désiré Mobutu prend le pouvoir par un coup d'État. Mwamba fut nommé ministre des Postes, Télégraphes et Télécommunications, et il occupa ce poste jusqu'au remaniement ministériel du 18 décembre 1966. Le 18 janvier 1967, il fut arrêté, accusé d'avoir détourné 570 000 $ de bénéfices du gouvernement provenant de la revente de timbres alors qu'il était en fonction.